# Olympische Sommerspiele 1964/Teilnehmer (Indien)
| Gelbes Symbol für Goldmedaillen mit stilisierten Olympischen Ringen | Graues Symbol für Silbermedaillen mit stilisierten Olympischen Ringen | Braundes Symbol für Bronzemedaillen mit stilisierten Olympischen Ringen |
| ------------------------------------------------------------------- | --------------------------------------------------------------------- | ----------------------------------------------------------------------- |
| 1                                                                   | —                                                                     | —                                                                       |

Indien nahm an den Olympischen Sommerspielen 1964 in Tokio mit einer Delegation von 53 Athleten (52 Männer und eine Frau) an 42 Wettkämpfen in acht Sportarten teil. Der einzige Medaillenerfolg gelang der Hockeymannschaft, welche das Turnier als Sieger für sich entscheiden konnte. Fahnenträger bei der Eröffnungsfeier war der Leichtathlet Gurbachan Singh Randhawa.

## Teilnehmer nach Sportarten

### Gewichtheben
Männer
- Mohon Lal Ghosh
- Laxmi Kanta Das

### Hockey
Männer
- Gold
- Syed Mushtaq Ali
- Hari Pal Kaushik
- Mohinder Lal
- Shankar Laxman
- Bandu Patil
- V. J. Peter
- Charanjit Singh
- Darshan Singh
- Dharam Singh
- Joginder Singh
- Gurbux Singh
- Harbinder Singh
- Jagjit Singh
- Prithipal Singh
- Udham Singh

### Leichtathletik
| Männer - Balkrishan Akotkar - Anthony Coutinho - Harbans Lal - Amrit Pal - Rajasekaran Pichaya - Ken Powell - B. V. Satyanarayan - Gurbachan Singh Randhawa - Ajmer Singh - Labh Singh - Makhan Singh - Milkha Singh | Frauen - Stephie D’Souza |

### Radsport
Männer
- Amar Singh Billing
- Dalbir Singh Gill
- Chetan Singh Hari
- Amar Singh Sokhi
- Suchha Singh

### Ringen
Männer
- Ganpat Andhalkar
- Udey Chand
- Maruti Mane
- Bandu Patil
- Bishambar Singh
- Jit Singh
- Madho Singh
- Malwa Singh

### Schießen
- Devi Singh
- Karni Singh

### Turnen
Männer
- Bandu Bhosle
- Vithal Karande
- Darshan Mondal
- Jagmal More
- Anant Ram
- Trilok Singh

### Wasserspringen
Männer
- Ansuya Prasad
- Sohan Singh